# Gjon Mili
Pour les articles homonymes, voir Mili (homonymie).
Gjon Mili, né en 1904 à Korçë (Albanie) et mort en 1984 à Stamford (Connecticut) d'une pneumonie, est un photographe et cinéaste américain d'origine albanaise. De formation scientifique, se passionnant pour la photographie à un moment où celle-ci évolue techniquement, il approfondit les innovations permettant de saisir les instants de vie.

## Biographie
Né en Albanie en 1904, Gjon Mili émigre aux États-Unis en 1928. Il y étudie au Massachusetts Institute of Technology, et y obtient un diplôme d'ingénieur. Mais il quitte un emploi dans l'entreprise Westinghouse en 1937 (entreprise créée par George Westinghouse à Pittsburgh, où il faisait notamment des recherches sur les lampes au tungstène pour la photographie en couleurs), pour se consacrer à la photographie, alors que les photographes de sa génération venaient essentiellement des beaux-arts.
Il est notamment l'un des premiers à utiliser ce qui s'apparente à un flash électronique, une lampe inventée par Harold Edgerton qui donne une lumière très intense pendant un temps très court. Dans les années 1940, il travaille avec Edward Weston sur le procédé stroboscopique. Reprenant les idées de Eadweard Muybridge, il photographie les ballets de danse en décomposant les mouvements. « Je connais tellement les mouvements de certains ballets, dit-il, que je peux les photographier en tournant le dos à la scène », disait-il. « J'ai dépensé le tiers de mes gains pour faire des films invendables », affirmait-il aussi. Il innove en 1944 avec une nouvelle façon de filmer le jazz, ce qui donne Jammin' the Blues, un court métrage sur Lester Young en jam session. Une autre de ses créations est consacrée à Pablo Picasso, faite pour Life à Vallauris en 1949, en utilisant la technique du light painting. Le peintre y dessine dans l'espace avec un crayon de lumière dont la pellicule enregistre la trajectoire. On lui doit aussi un petit court métrage sur Henri Cartier-Bresson photographiant un Nouvel an chinois à Chinatown et virevoltant dans tous les sens pour trouver le meilleur angle ou saisir le meilleur instant.
Il travaille pendant 45 ans pour le magazine Life, de 1939 à sa mort, tout en restant un indépendant. Plusieurs de ses portraits, d'Eugène Ionesco, de Viatcheslav Molotov, d'Alfred Hitchcock, etc., sont également restés notoires. Il meurt en 1984, d'une pneumonie.

## Publications
- La légende de Pablo Casals, texte d'Arthur Conte, Perpignan, Éditions Proa, 1950 : 5 photographies de Gjon Mili.
- Picasso et la troisième dimension  (trad. Célia Bertin), New York / Paris, Édition Triton / Société internationale d'art «XXe siècle», 1970, 186 p.

## Expositions
- 24 janvier - 19 mars 1950 : Photographs of Picasso by Gjon Mili and by Robert Capa, Museum of Modern Art, New York[6],[7].
- 1971 : Gjon Mili : photographies, Musée des arts décoratifs, Paris[8].
- 28 octobre - 3 décembre 1994 : Howard Greenberg gallery, New York[9].